# Ханул-Анкуцей
Ханул-Анкуцей (рум. Hanul Ancuței) — село у повіті Нямц в Румунії. Входить до складу комуни Тупілаць.
Село розташоване на відстані 299 км на північ від Бухареста, 31 км на північний схід від П'ятра-Нямца, 67 км на захід від Ясс.

## Населення
За даними перепису населення 2002 року у селі проживали 42 особи, усі — румуни. Усі жителі села рідною мовою назвали румунську.